# Leptodactylus nesiotus
Leptodactylus nesiotus är en groddjursart som beskrevs av Heyer 1994. Leptodactylus nesiotus ingår i släktet Leptodactylus och familjen tandpaddor. IUCN kategoriserar arten globalt som sårbar. Inga underarter finns listade i Catalogue of Life.